# Aspergillus crassihyphae
Aspergillus crassihyphae är en svampart som beskrevs av Wadhwani & N. Mehrotra 1985. Aspergillus crassihyphae ingår i släktet Aspergillus och familjen Trichocomaceae.   Inga underarter finns listade i Catalogue of Life.